# HVV Batavier
De Heldersche Voetbalvereniging Batavier was een Nederlandse voetbalclub uit Den Helder, opgericht in 1918. In 1927 werd de vereniging opgeheven.

## Geschiedenis
Op 1 mei 1918 werd de "Heldersche Voetbalvereeniging (H.V.V.)" opgericht. Haar eerste seizoen 1918/19 kwam ze uit in de Heldersche competitie, waarin H.V.V. een vierde plaats behaalde. Nadat de Heldersche Voetbalbond volledig opging in de Noordhollandsche Voetbalbond, moest de club in oktober 1919 haar naam wijzigen, omdat er al clubs waren met dezelfde afkorting. Het bestuur koos hierom voor H.V.V. Batavier als haar nieuwe clubnaam, met een verwijzing naar het heldhaftige volk met die naam. Tussen 1919 en 1921 speelde De Batavier in de Afdeling Helder van de NHVB. Bij de opheffing van deze afdeling werd De Batavier door de NHVB geplaatst in de Derde klasse, waarin de club tijdens het seizoen 1921/22 derde werd. In de zomer van 1922 verhuist de club naar een nieuwe terrein aan de Strooweg.
In het seizoen 1923/24 werden De Batavieren kampioen van de Noord-Hollandse Tweede klasse, waardoor ze eveneens promotie afdwongen naar de Eerste klasse.
Bijzonderheid in het seizoen 1926/27 was dat in de wedstrijd tegen SV Sparta in februari 1927 na zeven minuten door de scheidsrechter werd gestaakt, omdat speler C. Cheret zijn been gebroken had.
Na een bestaan van 9 jaar en 4 maanden werd H.V.V. Batavier in augustus 1927 ontbonden wegens een gebrek aan spelers. Na circa een jaar ontbonden te zijn geweest, werd er gepoogd de voetbalvereniging weer opnieuw op te richten in maart 1929. Deze poging bleek tevergeefs, waarna H.V.V. Batavier definitief uit het Helders voetbal verdween.

## Competitieresultaten 1919–1927
| 4 |

| 4 |

| 3 |

| 3 3C |

|  |

| 1 2D |

| 3 1C |

| 6 1C |

|  |

| Eerste klasse HVB | Vierde klasse KNVB | Eerste klasse NHVB | Tweede klasse NHVB | Derde klasse NHVB | Eerste klasse HVB |

In elke staaf van de grafiek staat van boven naar beneden vermeld: 
- Eindnotering

Dit is de positie die de club heeft bereikt in de competitie, zonder eventuele beslissings-, play-off- of nacompetitiewedstrijden die nodig zijn geweest om bijvoorbeeld de kampioen van de competitie te bepalen.
Indien een * achter het getal staat is de notering een tussenstand en kan het zijn dat de notering niet overeenkomt met de uiteindelijke eindstand van de competitie.
Staat er een - dan is het seizoen nog bezig en is er geen definitieve uitslag bekend.
Staat er xx op de positie van de notering, dan heeft de club vroegtijdig de competitie verlaten. Dit kan onder andere komen door terugtrekking van het team, faillissement van de club of door een uitgedeelde straf van de KNVB. In veel gevallen staat elders in het artikel de reden vermeld.
Staat er een ? dan is het resultaat uit het verleden onbekend, en is alleen de competitie of het niveau bekend van dat seizoen.
In de seizoenen 2019/20 en 2020/21 werd wegens de coronacrisis het amateurvoetbal afgebroken. Daardoor kennen deze staven geen eindklassering (middels -- weergegeven).
- Competitieniveau en afdelingsletter of Officiële eindstand Eredivisie
  - Competitieniveau en afdelingsletter

Hierbij geeft het getal het niveau weer, dat ook terug te vinden is in de legenda. De letter is de afdelingsaanduiding en wordt gebruikt wanneer er meer afdelingen zijn op hetzelfde niveau. De afdelingsletter is altijd een hoofdletter en wordt meestal zonder nummer gebruikt.
Voorbeeld: 2F is niveau 2e klasse competitie F.
Het competitieniveau en nummer wordt niet vermeld wanneer er slechts één competitie van dit niveau was.
  - Officiële eindstand Eredivisie (getal staat tussen haakjes vermeld)

Sinds de introductie van play-offwedstrijden voor Europees voetbal na afloop van de reguliere competitie in 2005/06, is de KNVB verplicht een eindstand van de Eredivisie door te geven aan de UEFA aan de hand van deze play-offwedstrijden.
Bij deze eindstand staan clubs die zich hebben gekwalificeerd voor Europees voetbal hoger dan clubs die zich niet wisten te kwalificeren. Indien er geen verschil was tussen de eindnotering en de officiële eindstand, staat dit getal niet vermeld.

- Onderafdeling

Hier staat afgekort de naam van de onderafdeling indien de club in dat jaar in een onderafdeling uitkwam. Tevens staat deze afkorting in de legenda en wordt gelinkt naar het artikel over deze onderafdeling. Deze afkorting wordt alleen vermeld wanneer de club in het verleden in verschillende onderafdelingen heeft gespeeld. Deze vermelding is in de staaf altijd in kleine letters. Deze onderafdelingen zijn na het seizoen 1995/96 afgeschaft. Heeft de club in slechts één onderafdeling gespeeld, dan is dit alleen terug te vinden in de legenda.
Onder de staaf staat het jaartal vermeld waarin het seizoen is afgesloten. 15 verwijst naar het seizoen 2014/15 of eventueel het seizoen 1914/15.
Wanneer een staaf leeg is, zijn deze gegevens niet bekend. Het kan ook zijn dat de club dat seizoen niet heeft meegespeeld op het hogere amateurniveau, vroegtijdig de competitie heeft verlaten of uit de competitie is gezet.

In het seizoen 1944/45 was er wegens de Tweede Wereldoorlog geen regulier competitievoetbal.

## Erelijst
| Competitie                          | Winnaar | Winnaar | Runner up | Runner up |
| Competitie                          | Aantal  | Jaren   | Aantal    | Jaren     |
| ----------------------------------- | ------- | ------- | --------- | --------- |
| Noordhollandsche Voetbalbond (NHVB) |         |         |           |           |
| Tweede klasse                       | 1×      | 1924    |           |           |